# Salihli
Salihli ist eine Stadtgemeinde (Belediye) im gleichnamigen Ilçe (Landkreis) der Provinz Manisa in der türkischen Ägäisregion und gleichzeitig eine Gemeinde der 2012 geschaffenen Büyükşehir belediyesi Manisa (Großstadtgemeinde/Metropolprovinz). Seit der Gebietsreform 2013 ist die Gemeinde flächen- und einwohnermäßig identisch mit dem Landkreis.
Die viertgrößte Stadt (Stadtbezirk) der Büyükşehir liegt an der Straße Izmir – Ankara. Die im Stadtlogo vorhandene Jahreszahl (1879) dürfte auf das Jahr der Ernennung zur Stadtgemeinde (Belediye) hinweisen.

## Geschichte
Salihli ist eine Stadt mit einer langen Geschichte. In der Zeit der Hethiter 1750–1200 v. Chr. hieß die Gegend um Salihli vermutlich Assuwa oder Uda. Die Gründung der Stadt unter dem Namen Hyde führt Herodot auf die Dynastie der Herakliden zurück. Im 6. bis 7. Jahrhundert vor Christi Geburt war das wenige Kilometer westlich gelegene Sardes (heute Sart) die Hauptstadt von Lydien. Der damalige König Kroisos wurde 437/539 v. Chr. vom persischen Großkönig Kyros II. besiegt. Damit wurde Sardes Hauptstadt der persischen Satrapie Lydien. Sardes war auch Ausgangspunkt für die 2500 km lange persische Königsstraße nach Persepolis.
Mit dem Sieg Alexanders des Großen in der Schlacht am Granikos im Jahre 334 v. Chr. gelangte Sardes in den hellenistischen Machtbereich.
Unter den Seleukiden wurden in Sardes jüdische Kriegsveteranen angesiedelt, dies wiederum begünstigte später das Entstehen einer christlichen Urgemeinde.
Ab 133 v. Chr. wurde Sardes Teil der römischen Provinz Asia, das unter den Severern besondere kulturelle Förderung erhielt. Es wurde Sitz eines Geschworenengerichts.
17 n. Chr. wurde Sardes von einem schweren Erdbeben heimgesucht, das den ganzen Bezirk verwüstete. Daraufhin erließ Kaiser Tiberius der Stadt für fünf Jahre alle Steuern und schenkte ihr darüber hinaus 10.000.000 Sesterzen zum Wiederaufbau.
Als Konstantinopel Hauptstadt des Byzantinischen Reiches wurde, entwickelte sich ein neues Straßensystem, das die Provinzen mit der Hauptstadt verband. Damit geriet Sardes zunehmend an den Rand und verlor seine Bedeutung. Es behielt jedoch weiter seine formale Hoheit und wurde ab 295 Bischofssitz der Provinz Lydien.
Bald nach 1301 überrannten die Seldschuken das Hermos- und Kaystrostal, und 1306 wurde ihnen ein Fort auf der Zitadelle von Sardes vertraglich zugesprochen. Der Niedergang der Stadt setzte sich fort bis zu ihrer Eroberung (und wahrscheinlichen Zerstörung) 1402 durch den Mongolenherrscher Timur. Bis zum 19. Jahrhundert lag Sardes wüst und hauptsächlich Gebäude der römischen Zeit waren sichtbar. Seit 1958 unterstützen die Harvard- und die Cornell-Universität jährliche archäologische Grabungen in Sardes. Die heutige Ruinenstadt lässt durch ihre teilweise erfolgte Restaurierung die alte Pracht erahnen. Neben dem zerstörten alten Sardes entstand das neue Salihli etwa 10 Kilometer entfernt von den Ruinen im 16. Jahrhundert. Im Vertrag von Sèvres wurde die Region um Salihli Griechenland zugesprochen und am 24. Juni 1920 von griechischen Truppen während des Griechisch-Türkischen Krieges besetzt. Am 5. September 1923 eroberten türkische Truppen die Stadt.
Der offiziellen Webpräsenz des Rabbinats in der Türkei zufolge kann man das Judentum in der Türkei bis vor 220 v. Chr. zurückverfolgen. Aus dieser Zeit stammt die Ruine einer Synagoge in Sardes.

## Geografie
Die Stadt Salihli liegt im Süden des Gediz-Flusses, auf einer Steigung der Gebirgskette Bozdağ. Sie liegt 125 Meter über dem und grenzt extern im Süden an die Provinz Izmir. Bis Ende 2012 bestand Salihli neben der Kreisstadt aus acht Belediye (Stadtgemeinden): Adala, Durasıllı, Gökeyüp, Mersinli, Poyrazdamları, Sart, Taytan und Yılmaz. Sie hatten zusammen Ende 2012 26.398 Einwohner (die Kreisstadt hatte 98.618). Des Weiteren gehörten noch 70 Dörfer in zwei Bucaks mit insgesamt 30.275 Einwohnern zum damaligen Kreis, insgesamt also 155.291 Einwohner.

## Verwaltung
Im Zuge der Verwaltungsreform ab 2013 wurden alle Dörfer und die acht Belediye in Mahalle (Stadtviertel/Ortsteile) überführt. Die 44 existierenden Mahalle der Kreisstadt blieben erhalten, während die Mahalle der anderen acht Belediye vereint und zu je einem Mahalle reduziert wurden. Durch Herabstufung dieser Belediye und der Dörfer zu Mahalle stieg deren Zahl auf 103 an. Ihnen steht ein Muhtar als oberster Beamter vor.
Ende 2020 lebten durchschnittlich 1.596 Menschen in jedem dieser Mahalle, 15.380 Einw. im bevölkerungsreichsten (Cumhuriyet Mah.), gefolgt von Yörük Mah. (12.616) und Kurtuluş Mah. (11.872 Einw.).

## Persönlichkeiten
- Habib Bektaş (* 1951), türkischsprachiger Schriftsteller
- Zeynep Hansen (* 1973), Wirtschaftsprofessorin
- Bekir Ozan Has (* 1985), türkischer Fußballspieler
- Zekeriya Kacaroğlu (* 1993), türkischer Fußballspieler
- Ali İhsan Karayiğit (1928–2013), türkischer Fußballspieler
- Kadriye Karcı (* 1961), Abgeordnete der Partei Die Linke
- Ali Tandoğan (* 1977), türkischer Fußballspieler
- Çağrı Yarkın (* 1989), türkischer Fußballspieler